# Fedelm
Fedelm ['f'eðʴelm], auch Feidelm („Prophetin, Seherin“, nach dem protokeltischen Wortstamm wēd- / wid- „wissen, sehen“), ist eine Seherin (banfháith) in der keltischen Mythologie Irlands.

## Mythologie
In der Hauptsage Ulsters, Táin Bó Cuailnge („Der Rinderraub von Cooley“), ist Fedelm die Seherin am Hofe des Königs von Connacht, Ailill mac Máta. Sie warnt ihn und die Königin Medb vor dem Kriegszug gegen Ulster und droht mit dem Untergang des Connachter Heeres. In einem langen Gedicht preist sie die Kraft und Klugheit des Ulters Cú Chulainn und prophezeit die Heldentaten, die er in diesem Krieg vollbringen wird. Ihre Warnung bleibt allerdings ungehört wie die der trojanischen Kassandra.
Fedelm Noíchride ['f'eðʴelm 'noiçrʴiðe] wird in derselben Sage eine Tochter Conchobar mac Nessas genannt. Sie ist die Gattin des Unterkönigs Cairbre Nia-Fer und die Mutter von Erc mac Cairbri Niad-fer, der im Kampf gegen Cú Chulainn fällt. In der Erzählung Fled Bricrenn („Bricrius Fest“) trägt die Gattin des Helden Loegaire Buadach denselben Namen.
Eine weitere Figur ist Fedelm Foltcháin („F. Schönhaar“) in dem kurzen, schwer deutbaren Text Noínden Ulad („Das Gebrechen der Männer von Ulster“), wo sie die Geliebte Cú Chulainns wird.